# سولفور اسپرینگز (تامپا)
سولفور اسپرینگز (به انگلیسی: Sulphur Springs) یک منطقهٔ مسکونی در ایالات متحده آمریکا است که در تمپا، فلوریدا واقع شده‌است. سولفور اسپرینگز ۶٬۳۰۸ نفر جمعیت دارد و ۴٫۸۸ متر بالاتر از سطح دریا قرار دارد.